# Province de Biobío
La province de Biobío, est une province chilienne, au sud de la région du Biobío. Elle a pour capitale la ville de Los Ángeles. Selon l'I.N.E, sa population était de 353 315 habitants en 2002 pour une superficie de 14 987,9 km².

## Communes
La province est divisée en 14 communes :
1. Alto Biobío
2. Antuco
3. Cabrero
4. Laja
5. Los Ángeles
6. Mulchén
7. Nacimiento
8. Negrete
9. Quilaco
10. Quilleco
11. San Rosendo
12. Santa Bárbara
13. Tucapel
14. Yumbel